# Covo (Italia)
Covo es una localidad y comune italiana de la provincia de Bérgamo, región de Lombardía, con 3.827 habitantes.

## Evolución demográfica
| Gráfica de evolución demográfica de Covo entre 1861 y 2001 |
|                                                            |
| Fuente ISTAT - elaboración gráfica de Wikipedia            |